# Зеллин, Эрнст
Эрнст Зеллин (нем. Ernst Sellin; 26 мая 1867 — 1 января 1946) — немецкий протестантский теолог.

## Биография
Зеллину принадлежат многочисленные публикации по истории Израиля и ветхозаветной литературы. Он первым среди немецких библеистов признал, что в работе необходимо использовать результаты археологических исследований Палестины.
В 1901—1904 гг. при поддержке Австрийской императорской академии наук возглавил экспедицию на Тель-Таанах в долине Изреель. Под патронатом немецкого Восточного общества Зеллин проводил раскопки Иерихона (1907—1909) и ветхозаветного Сихема (1913—1914; работы продолжались в 1926—1934). Он обращал первостепенное внимание на исследование архитектуры построек и фортификационных сооружений и не проводил необходимого анализа керамики. Было найдено 12 табличек с академическими надписями (впосл. уничтожены во время бомбардировок Берлина).